# 威廉与玛丽法学院

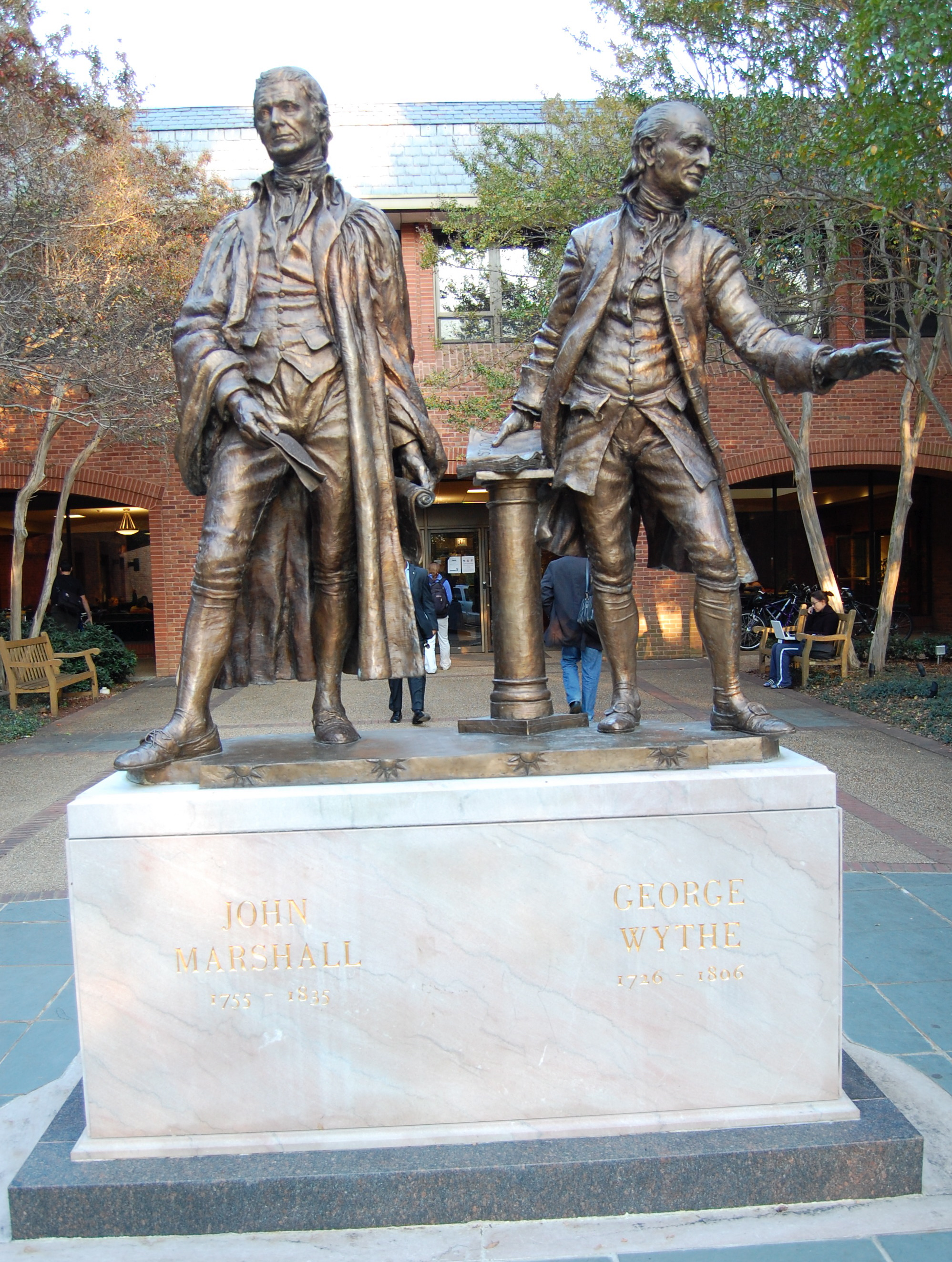
法学院门口的雕像

威廉与玛丽法学院（英語：William & Mary School of Law）是一所在美国弗吉尼亚州威廉斯堡创设的法学院，附属于威廉与玛丽学院。

## 历史
1779年建立，该学院在《美国新闻与世界报道》的法学院排名里被评为第35名。
该学院是美国历史第二悠久的法学院，仅次于哈佛法学院，但该校称其实际开始教学的时间早于哈佛，应该是历史上最早的設立的法學院，惟因美國內戰而曾中斷。